# Гаплокантозавр
Гаплокантозавр (лат. Haplocanthosaurus) — род динозавров инфраотряда завропод. По неполным ископаемым скелетам известно два вида, H. delfsi и H. priscus. Динозавр обитал на Земле в конце юрского периода, около 155–152 миллионов лет назад. Типовым видом является H. priscus. Фоссилии гаплокантозавра были обнаружены в нижних слоях формации Моррисон.
Общая длина гаплокантозавра составляла порядка 22 метра, а вес, по оценкам, — не более 12,8 тонны.